# Museu Etnográfico da Região de Torres Novas
O Museu Etnográfico da Região de Torres Novas abriu as suas portas ao público pela primeira vez em 1986 graças à cooperação da Associação de Amigos dos Museus Torrejanos e da Câmara Municipal.
Nas antigas instalações da Rodoviária, reúne-se um espólio representativo das diversas áreas da etnografia (tecnologia, agricultura, traje, actividades artesanais), bem como um conjunto de peças do domínio da arqueologia industrial.
No inicio do ano 2012 todo o expólio museulógico foi transferido das antigas instalações da Rodóviária, para o pavilhão Joaquim Matias Pedro situado junto ao Estádio Municipal, ficando a exposição pública das peças temporariamente encerrada.